# Edosa fraudulens
Edosa fraudulens là một loài bướm đêm thuộc họ Tineidae. Nó được tìm thấy ở Úc.

## Hình ảnh

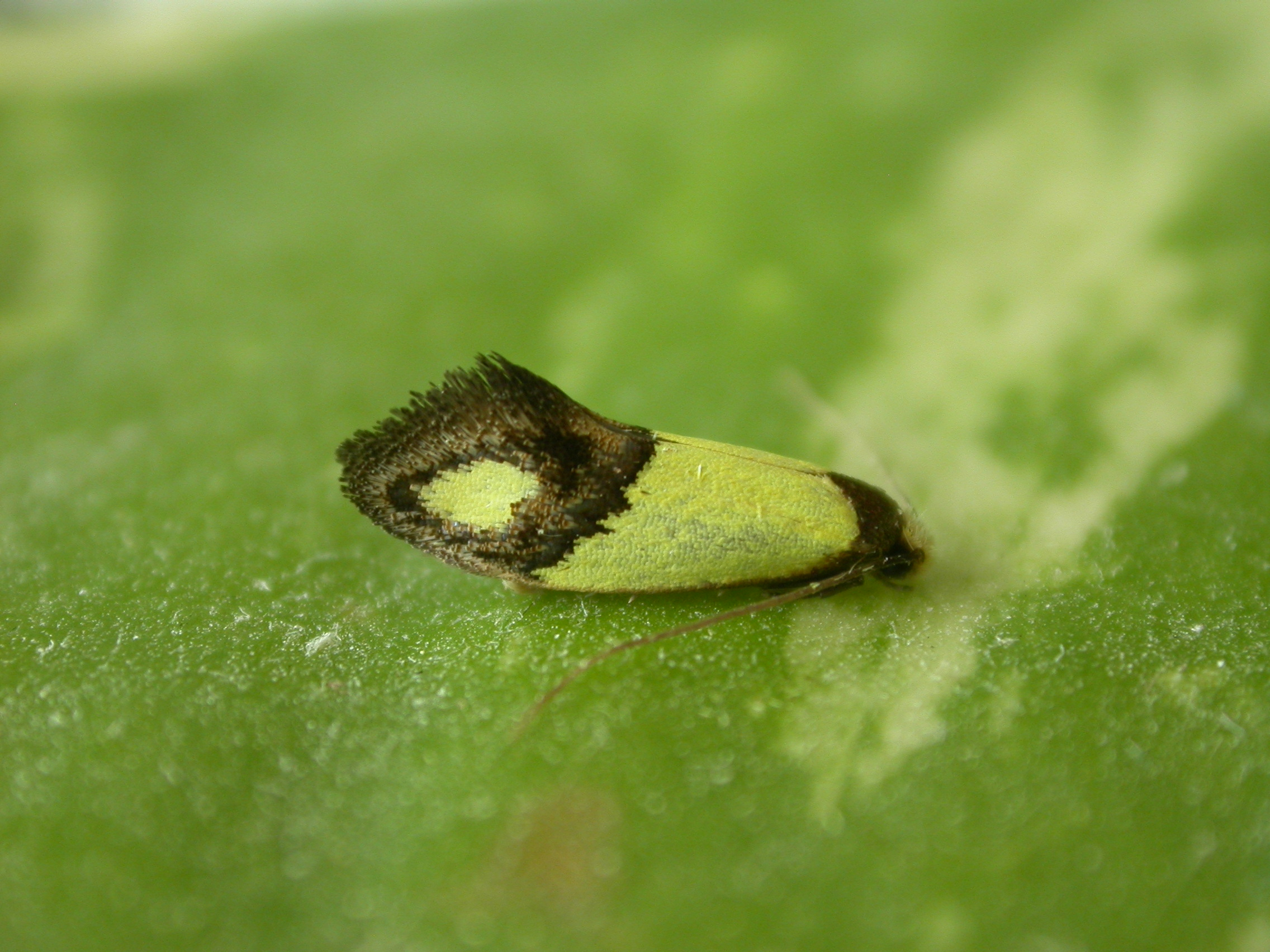